# 실락원의 별
"실락원의 별"은 한국에서 제작된 홍성기 감독의 1957년 영화이다. 김동원 등이 주연으로 출연하였고 강치성 등이 제작에 참여하였다.

## 출연

### 주연
- 김동원
- 주증녀
- 노경희
- 한은진
- 문정숙
- 전택이

## 기타
- 원작자: 김래성
- 조명: 함완섭
- 녹음: 이경순
- 미술: 임명선